# Specie di Lathyrus
Elenco delle specie di Lathyrus:

## A
- Lathyrus acutifolius Vogel

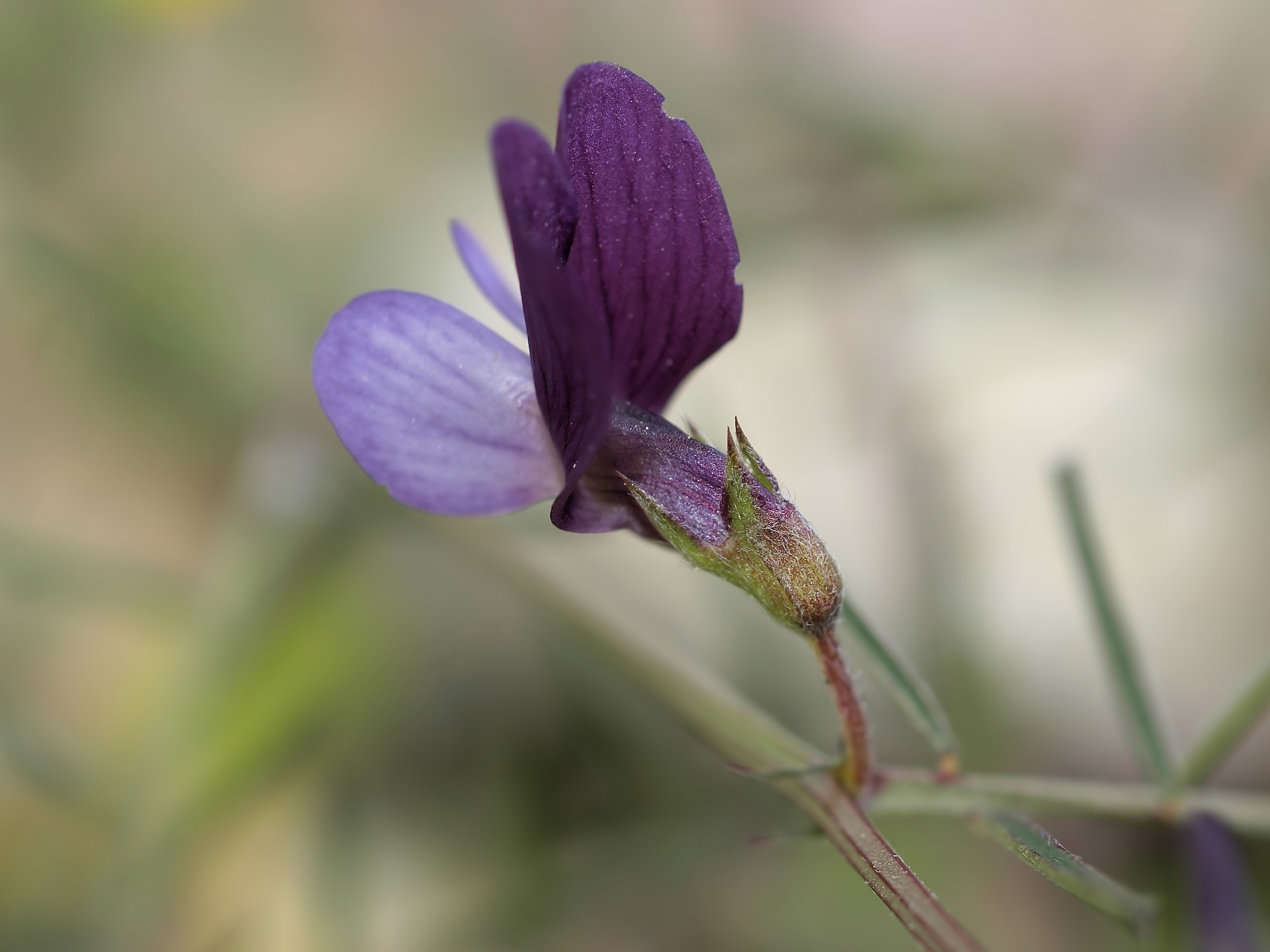
Lathyrus angulatus

- Lathyrus alamutensis Mozaff., Ahavazi & Charkhch.
- Lathyrus alpestris (Waldst. & Kit.) Celak.
- Lathyrus amphicarpos L.
- Lathyrus angulatus L.
- Lathyrus anhuiensis Y.J.Zhu & R.X.Meng
- Lathyrus annuus L.
- Lathyrus apenninus F.Conti
- Lathyrus aphaca L.
- Lathyrus armenus (Boiss. & Huet) Čelak.
- Lathyrus articulatus L.
- Lathyrus atropatanus (Grossh.) Širj.
- Lathyrus aureus (Steven) D.Brândză

## B
- Lathyrus basalticus Rech.f.
- Lathyrus bauhinii P.A.Genty

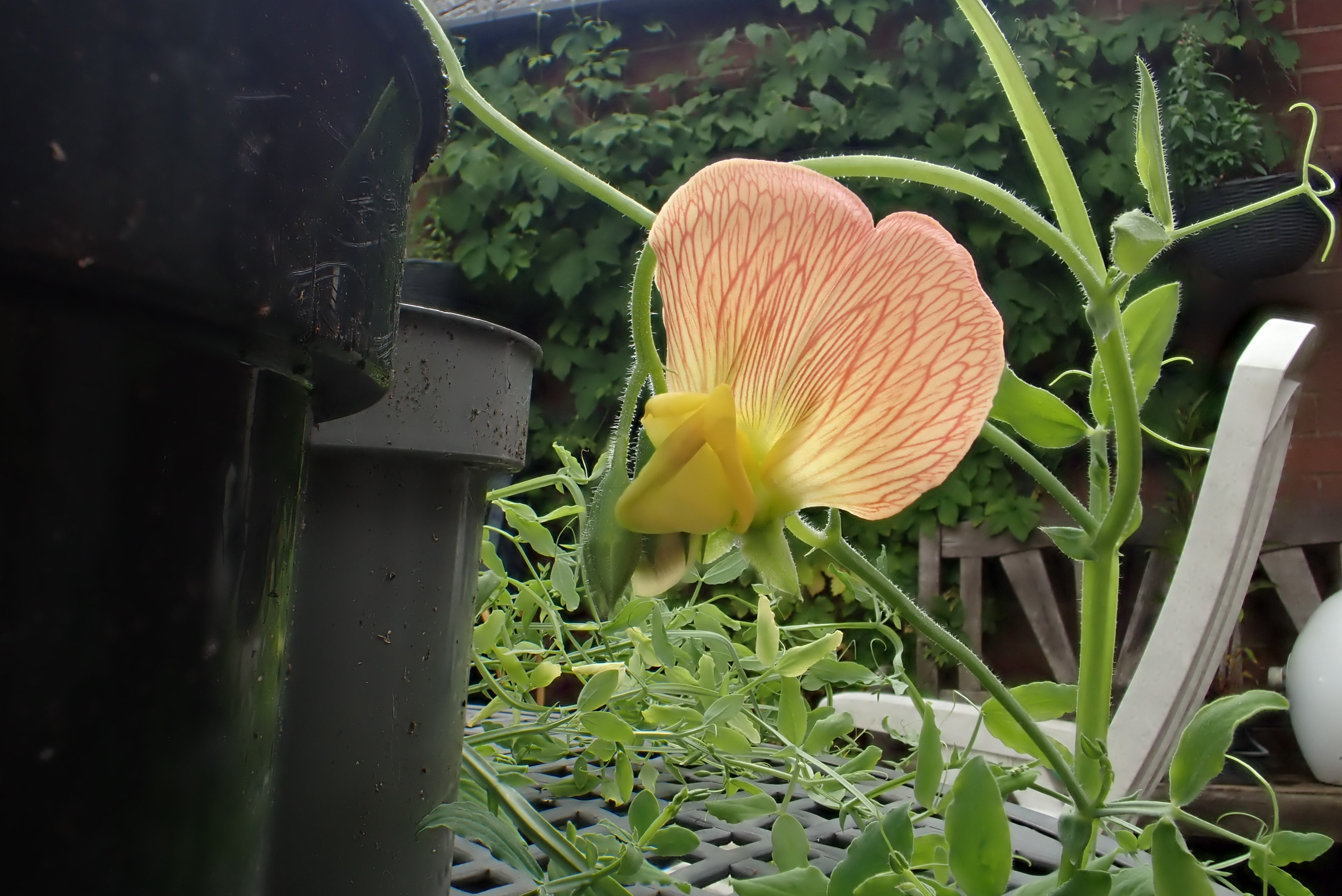
Lathyrus belinensis

- Lathyrus belinensis Maxted & Goyder
- Lathyrus berteroanus Savi
- Lathyrus biflorus T.W.Nelson & J.P.Nelson
- Lathyrus bijugus Boiss. & Noe
- Lathyrus binatus Pancic
- Lathyrus bitlisicus Peşmen & Güner
- Lathyrus blepharicarpos Boiss.
- Lathyrus boissieri Širj.
- Lathyrus brachycalyx Rydb.
- Lathyrus brachyodon Murb.
- Lathyrus brachypterus Čelak.
- Lathyrus brownii Eastw.

## C
- Lathyrus cabrerianus Burkart
- Lathyrus campestris Phil.
- Lathyrus cassius Boiss.
- Lathyrus caudatus Wei & H.P.Tsui
- Lathyrus chloranthus Boiss.
- Lathyrus chrysanthus Boiss.
- Lathyrus cicera L.
- Lathyrus ciliatidentatus Czefr.
- Lathyrus cilicicus Hayek & Siehe

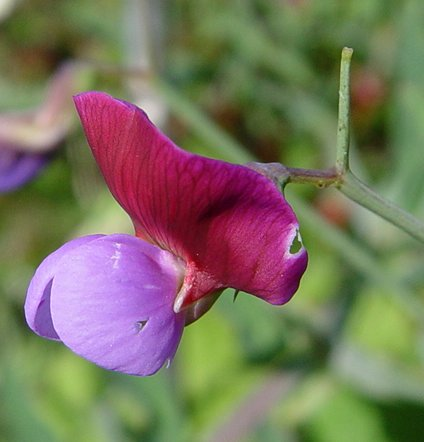
Lathyrus clymenum

- Lathyrus ciliolatus Sam. ex Rech.f.
- Lathyrus cirpicii Güneş
- Lathyrus cirrhosus Ser.
- Lathyrus clymenum L.
- Lathyrus colchicus Lipsky
- Lathyrus crassipes Gillies ex Hook. & Arn.
- Lathyrus cyaneus (Steven) K.Koch
- Lathyrus czeczottianus Bässler

## D

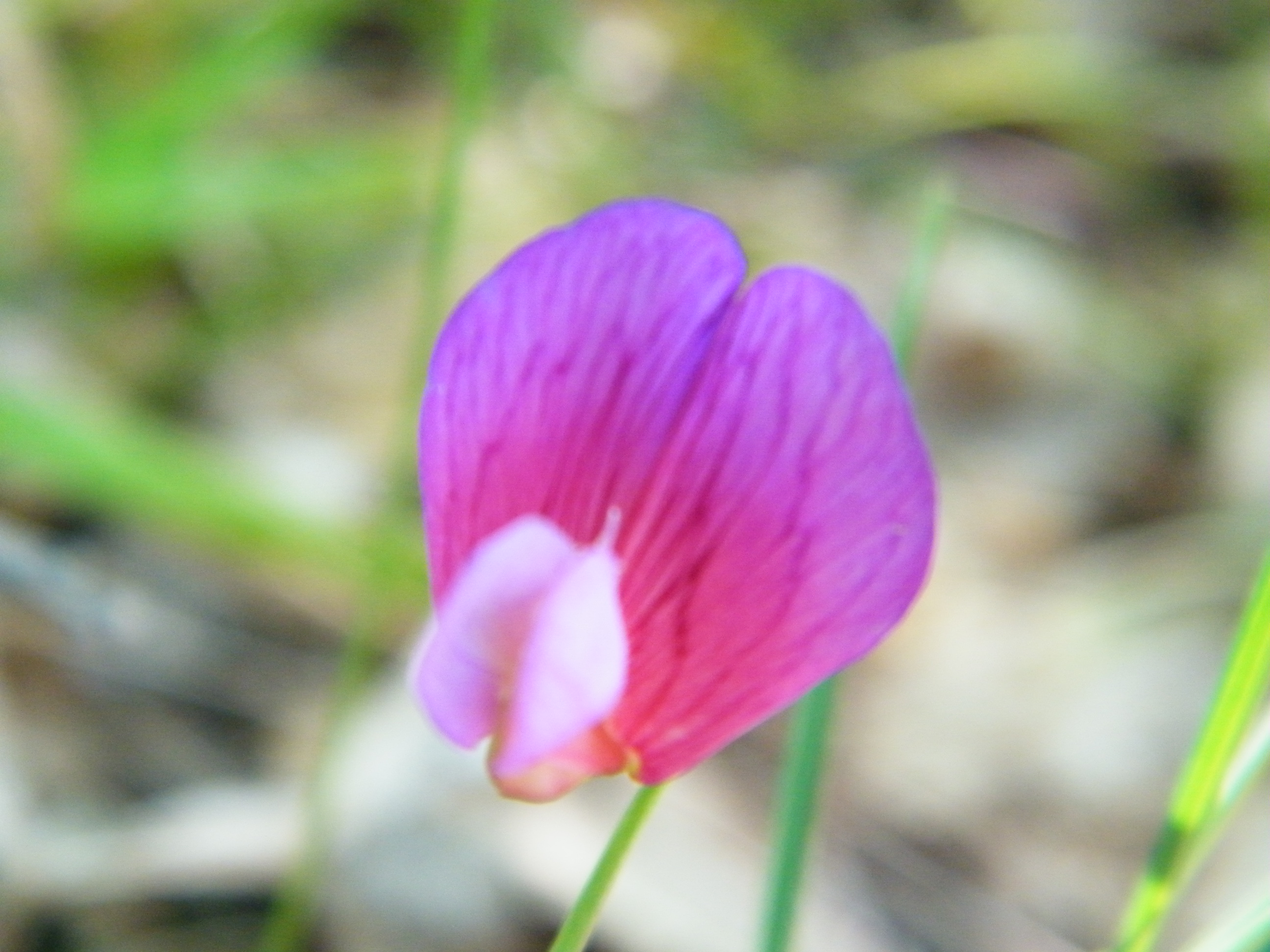
Lathyrus digitatus

- Lathyrus davidii Hance
- Lathyrus decaphyllus Pursh
- Lathyrus delnorticus C.L.Hitchc.
- Lathyrus dielsianus Harms
- Lathyrus digitatus (M.Bieb.) Fiori

## E
- Lathyrus elegans Vogel
- Lathyrus elongatus (Bornm.) Širj.
- Lathyrus emodi (Wall. ex Fritsch) Fritsch ex T.Durand & B.D.Jacks.
- Lathyrus eucosmus Butters & St.John

## F
- Lathyrus filiformis (Lam.) .Gay
- Lathyrus fissus Ball
- Lathyrus formosus (Steven) Kenicer
- Lathyrus frolovii Fisch. ex Rupr.
- Lathyrus fulvus (Sm.) Kosterin

## G
- Lathyrus glandulosus Broich
- Lathyrus gloeosperma Warb. & Eig
- Lathyrus gmelinii Fritsch

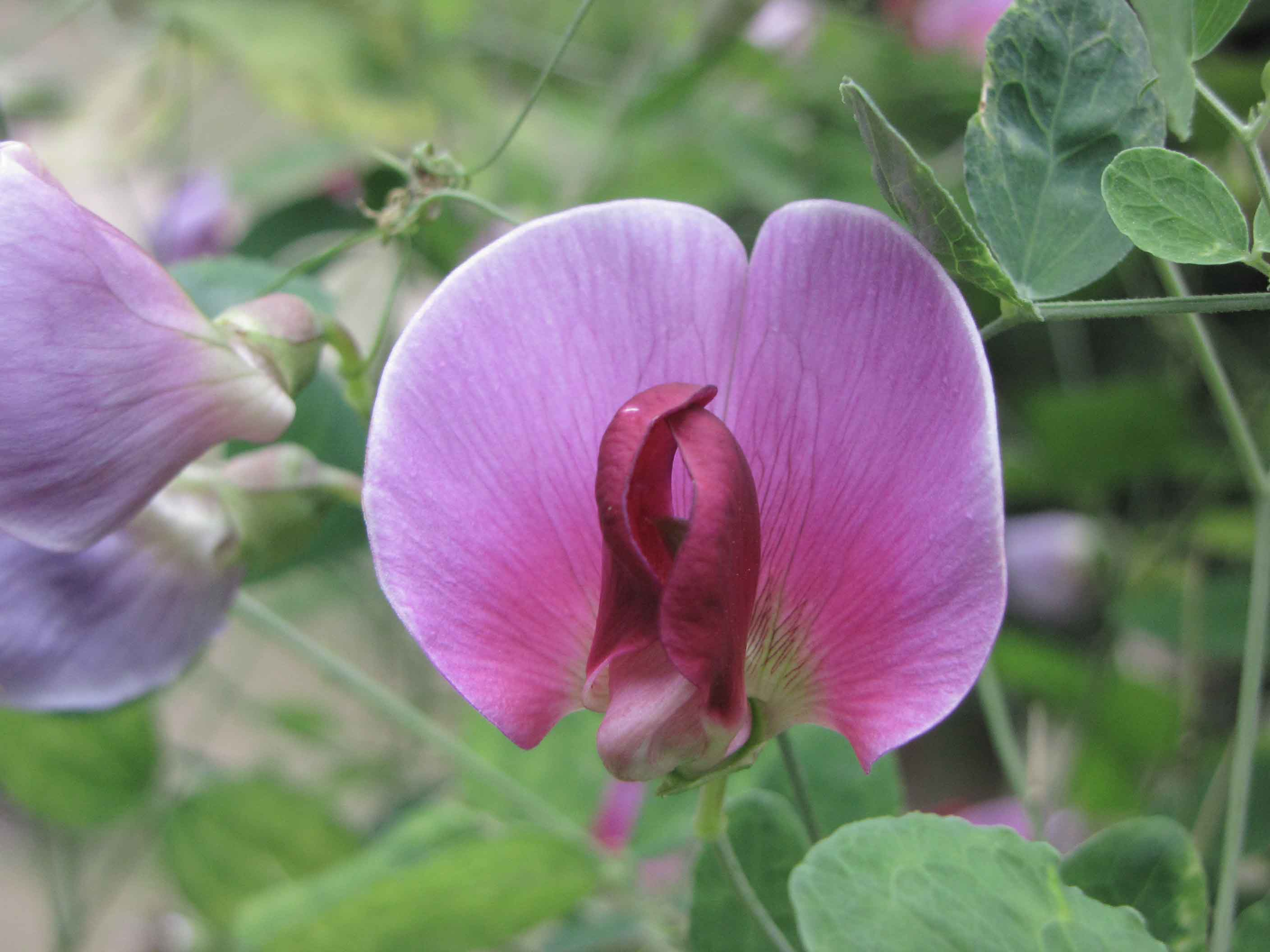
Lathyrus grandiflorus

- Lathyrus golanensis O.Cohen & Plitmann
- Lathyrus gorgoni Parl.
- Lathyrus graminifolius (S.Watson) T.G.White
- Lathyrus grandiflorus Sibth. & Sm.
- Lathyrus grimesii Barneby

## H
- Lathyrus hallersteinii Baumg.
- Lathyrus hasslerianus Burkart
- Lathyrus heterophyllus L.
- Lathyrus hierosolymitanus Boiss.
- Lathyrus hirsutus L.

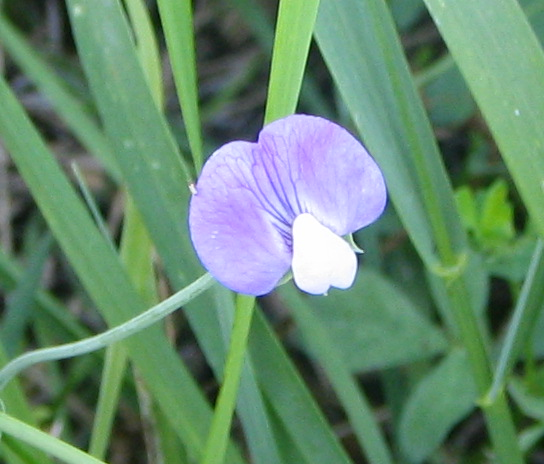
Lathyrus hirsutus

- Lathyrus hirticarpus Mattatia & Heyn
- Lathyrus hitchcockianus Barneby & Reveal
- Lathyrus holochlorus (Piper) C.L.Hitchc.
- Lathyrus hookeri G.Don
- Lathyrus humilis (Ser.) Spreng.
- Lathyrus hygrophilus Taub.

## I
- Lathyrus inconspicuus L.
- Lathyrus incurvus (Roth) Willd.

## J

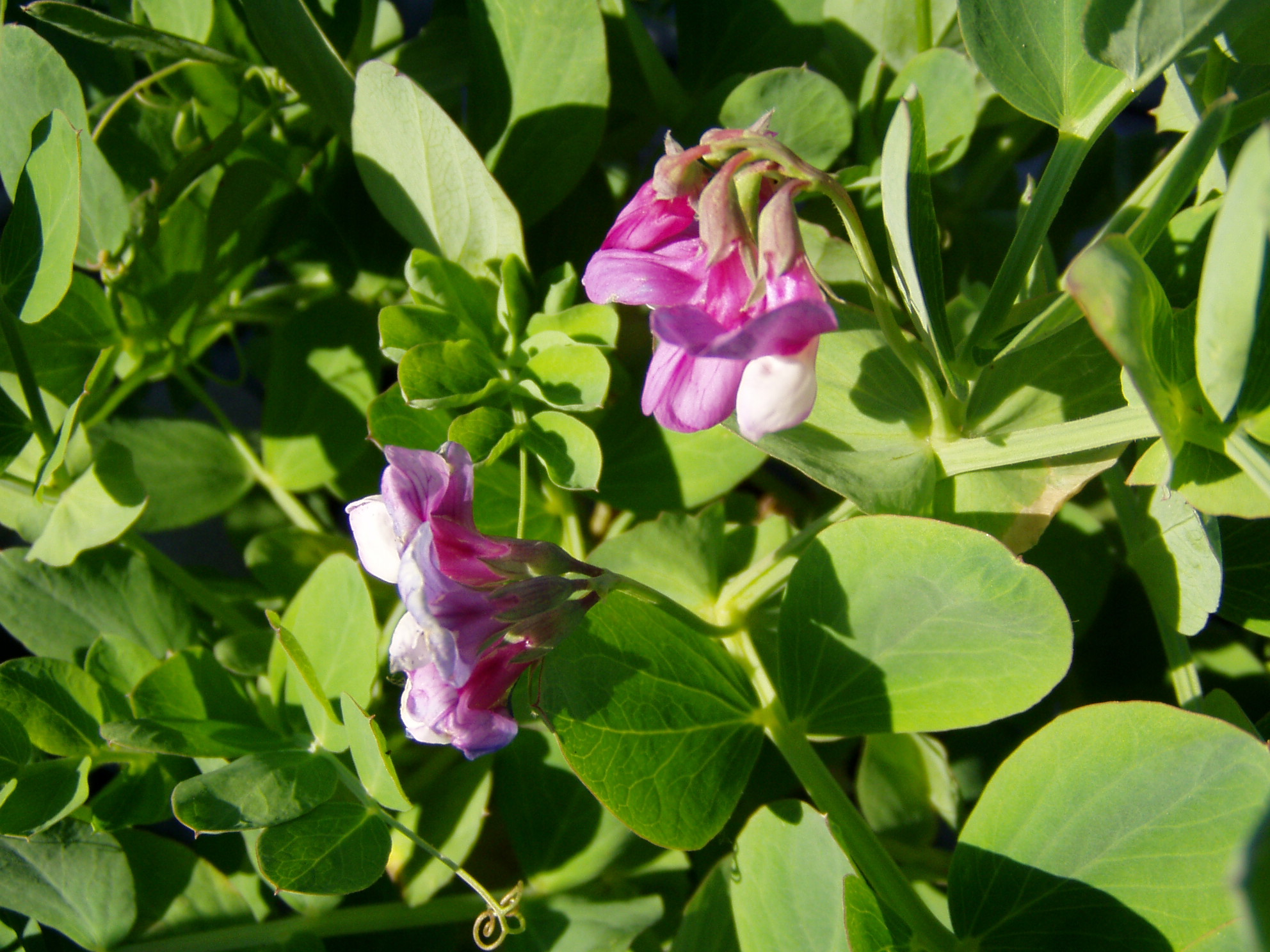
Lathyrus japonicus

- Lathyrus japonicus Willd.
- Lathyrus jepsonii Greene

## K
- Lathyrus karsianus P.H.Davis
- Lathyrus ketzkhovelii Avazneli
- Lathyrus komarovii Ohwi
- Lathyrus krylovii Serg.

## L

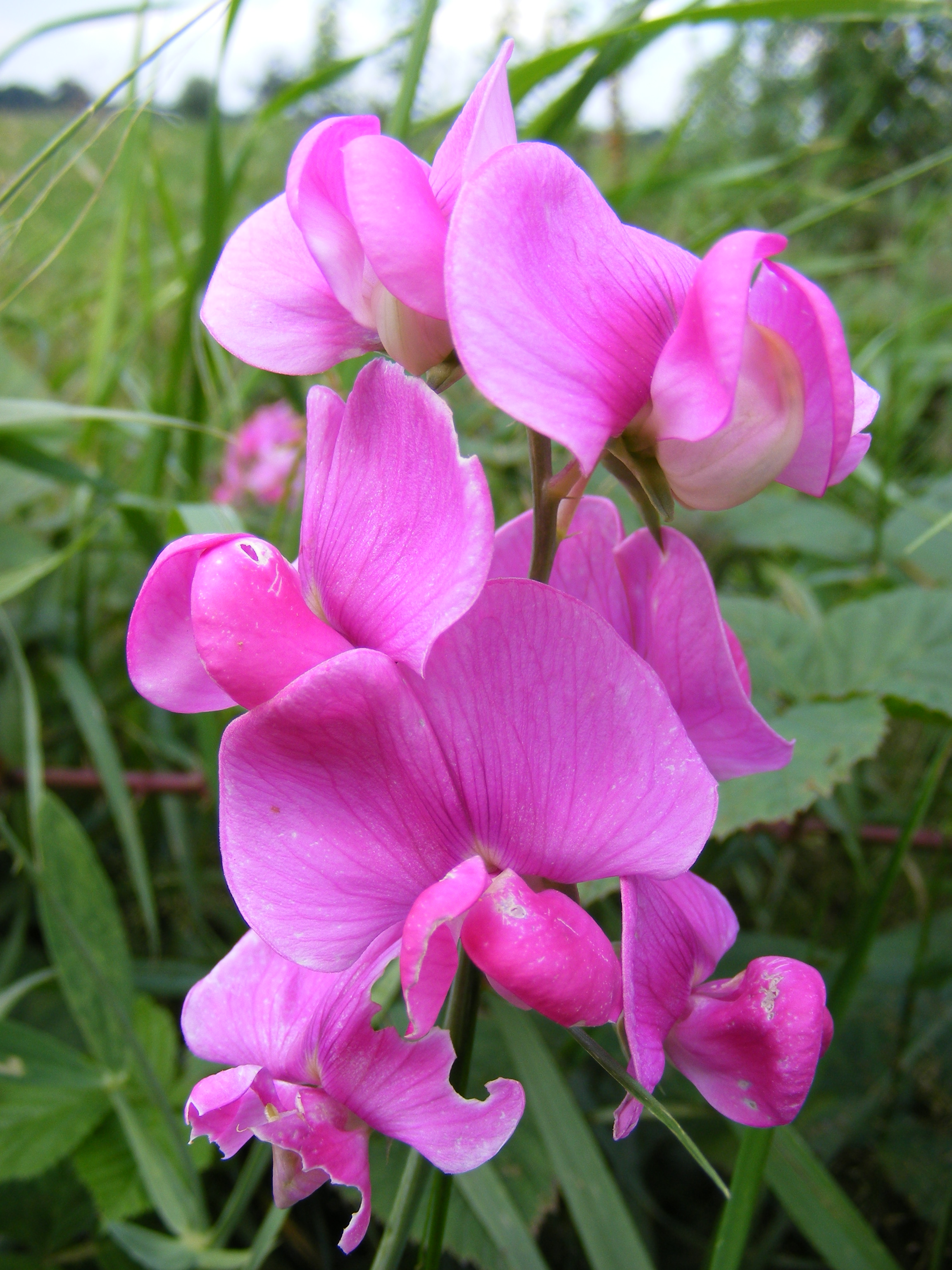
Lathyrus latifolius

- Lathyrus laetivirens Greene ex Rydb.
- Lathyrus laevigatus (Waldst. & Kit.) Gren.
- Lathyrus lanszwertii Kellogg
- Lathyrus latidentatus Jelen.
- Lathyrus latifolius L.
- Lathyrus laxiflorus (Desf.) Kuntze
- Lathyrus layardii Ball ex Boiss
- Lathyrus ledebourii Trautv.
- Lathyrus lentiformis Plitmann
- Lathyrus leptophyllus M.Bieb.
- Lathyrus libani Fritsch
- Lathyrus linearifolius Vogel
- Lathyrus linifolius (Reichard) Bassler
- Lathyrus littoralis (Nutt.) Endl. ex Walp.
- Lathyrus lomanus I.M.Johnst.
- Lathyrus lycicus Boiss. & Heldr.

## M
- Lathyrus macropus Hook. & Arn.
- Lathyrus macrostachys Vogel
- Lathyrus magellanicus Lam., 1935

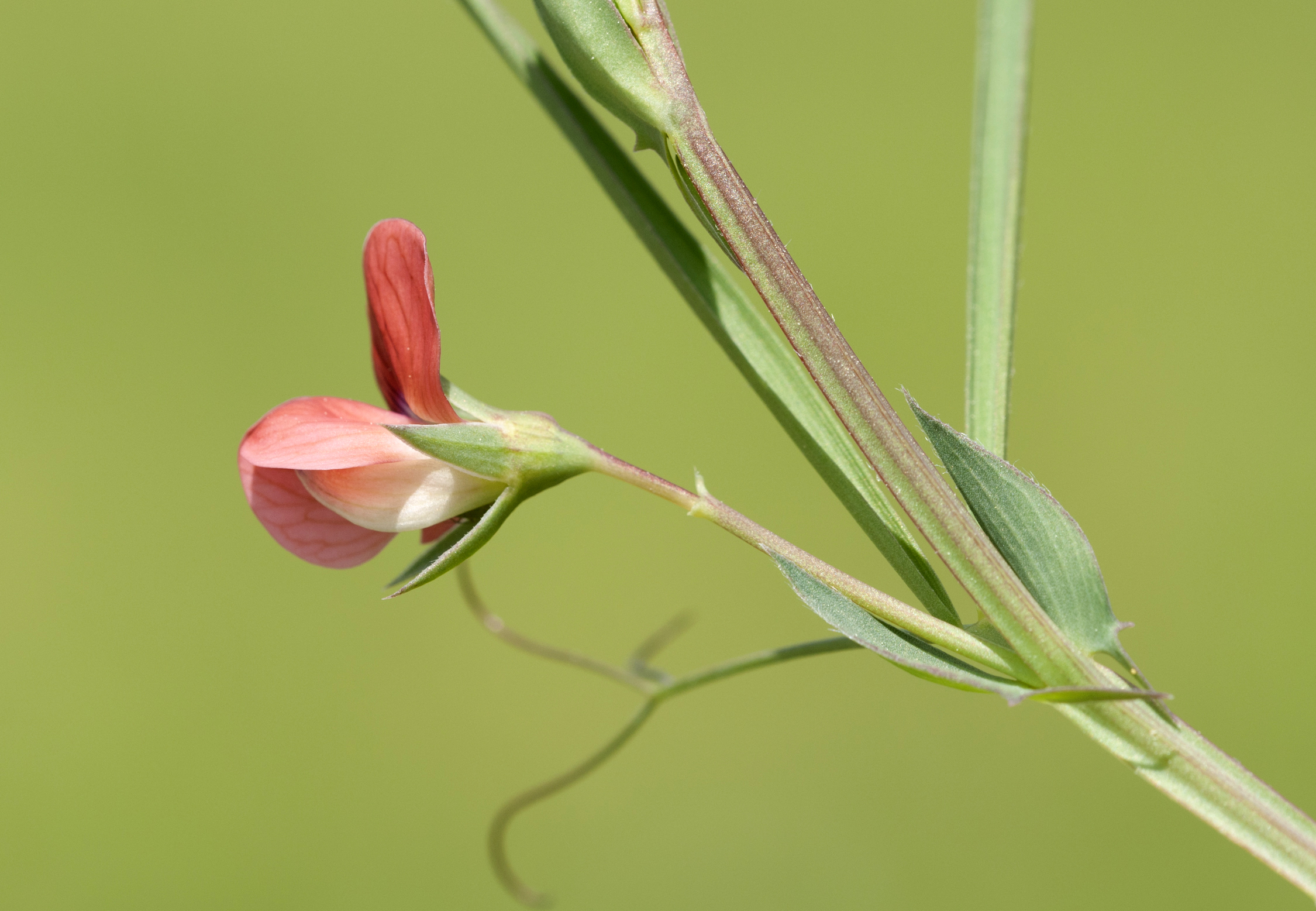
Lathyrus marmoratus

- Lathyrus marmoratus Boiss. & Blanche
- Lathyrus meridensis Pittier, 1938
- Lathyrus miniatus M. Bieb. ex Steven, 1856
- Lathyrus mulkak Lipsky
- Lathyrus multiceps Clos
- Lathyrus multijugus (Ledeb.) Czefr.

## N
- Lathyrus nervosus Lam.

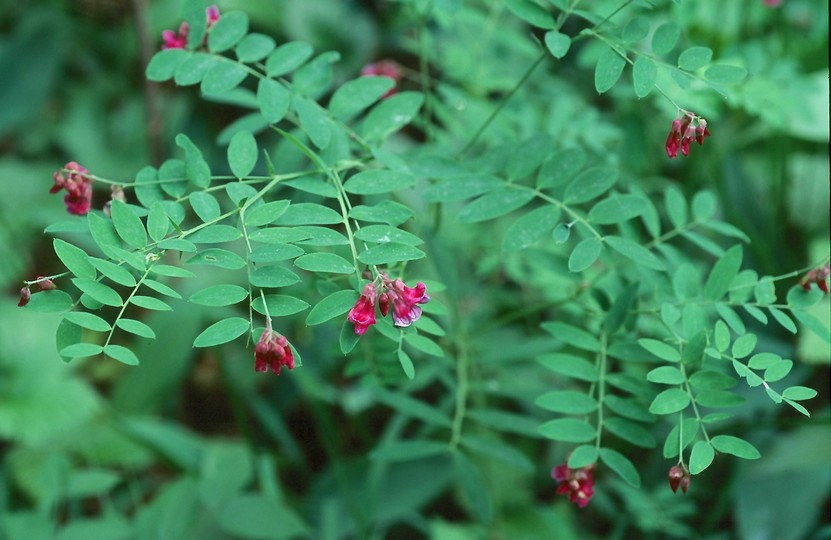
Lathyrus niger

- Lathyrus neurolobus Boiss. & Heldr.
- Lathyrus nevadensis S.Watson
- Lathyrus niger (L.) Bernh.
- Lathyrus nigrivalvis Burkart
- Lathyrus nissolia L.
- Lathyrus nitens Vogel
- Lathyrus nivalis Hand.-Mazz.
- Lathyrus numidicus Batt.

## O
- Lathyrus ochroleucus Hook.
- Lathyrus ochrus (L.) DC.

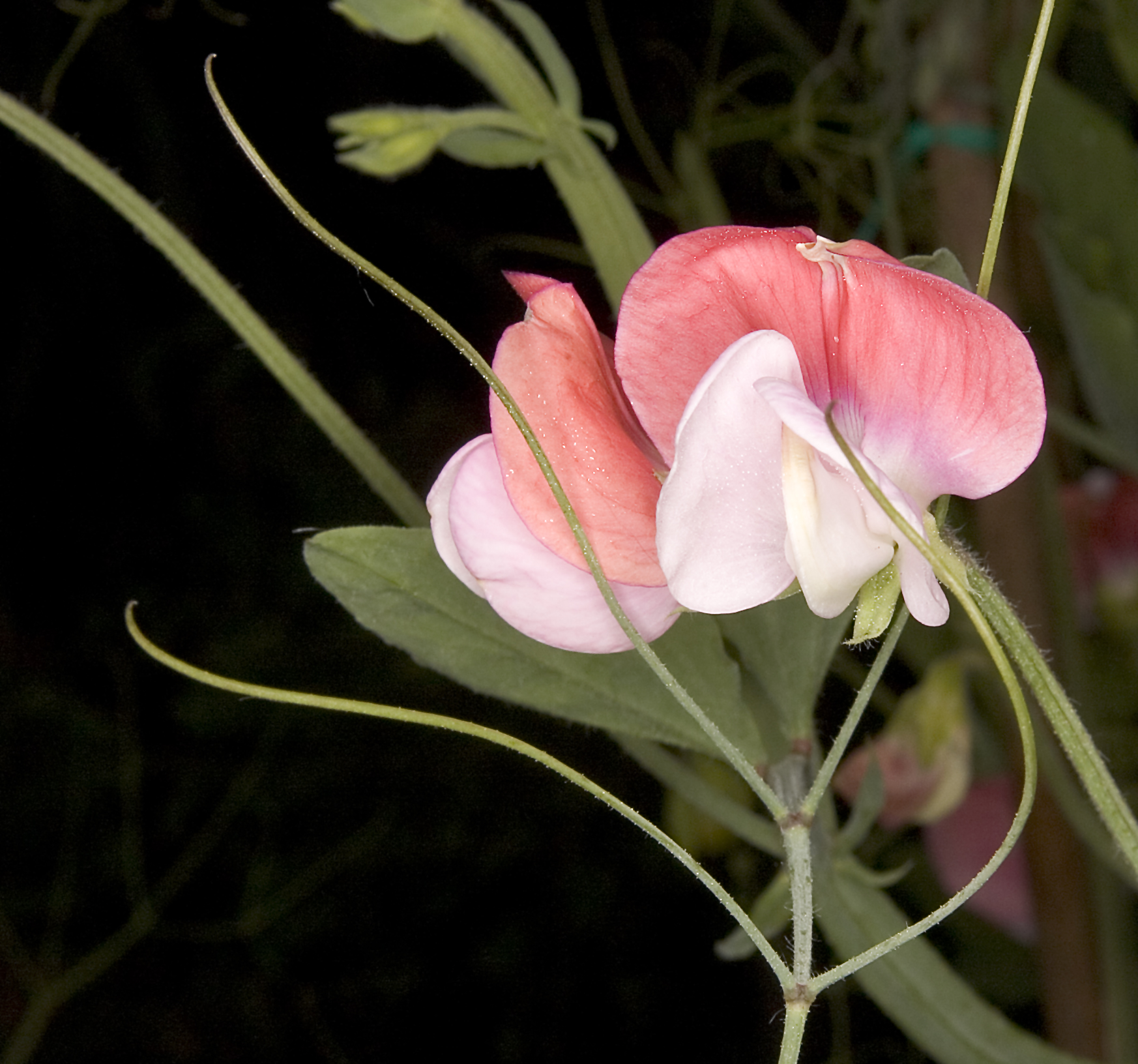
Lathyrus odoratus

- Lathyrus odoratus L. - cicerchia odorosa
- Lathyrus oleraceus Lam. - pisello

## P

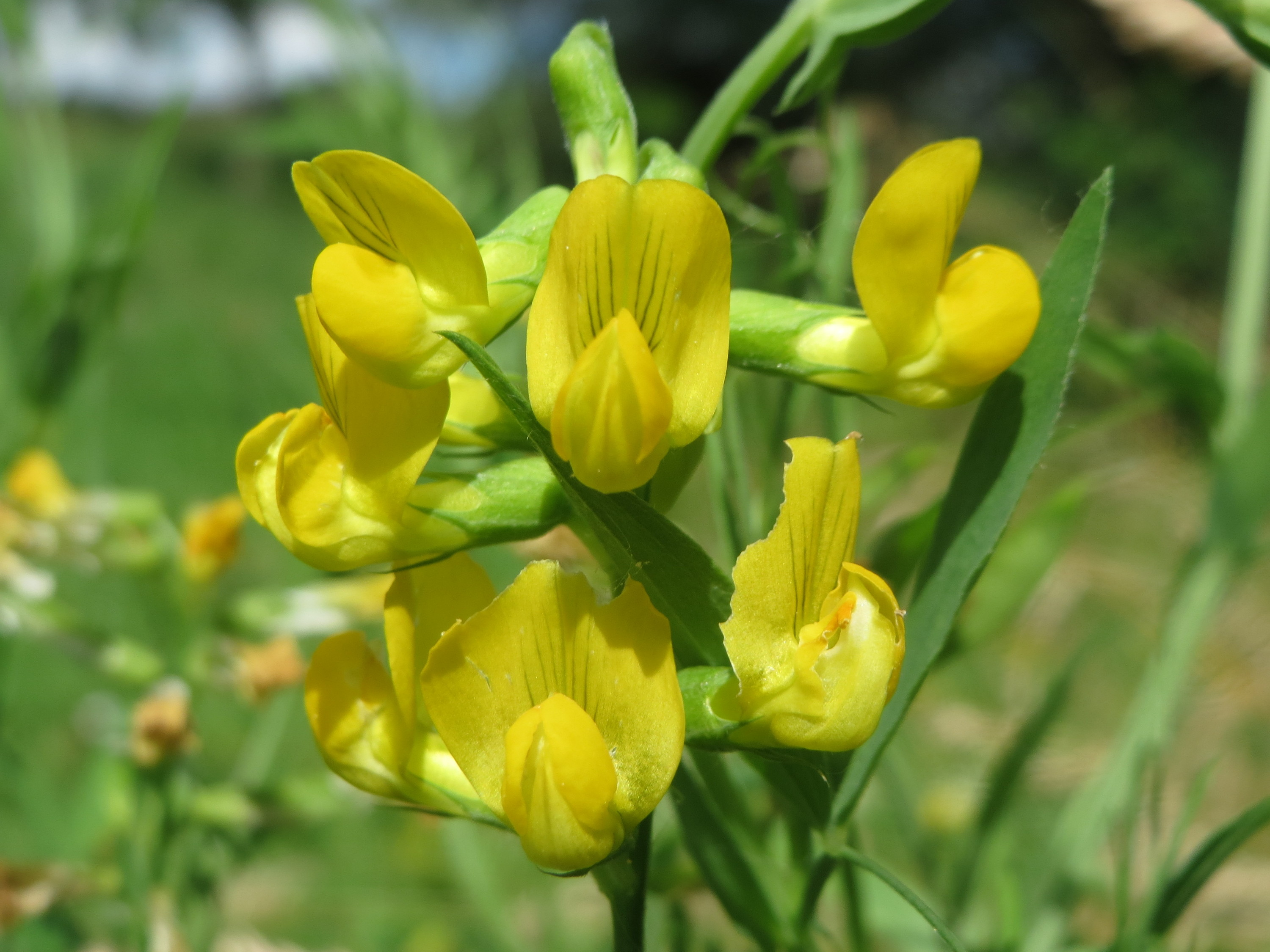
Lathyrus pratensis

- Lathyrus pallescens (M.Bieb.) K.Koch
- Lathyrus palustris L.
- Lathyrus pancicii (Jurisic) Adamovic
- Lathyrus pannonicus (Jacq.) Garcke
- Lathyrus paraguariensis Hassl.
- Lathyrus paranensis Burkart
- Lathyrus parodii Burkart
- Lathyrus pauciflorus Fernald
- Lathyrus pisiformis L.
- Lathyrus plitmannii Greuter & Burdet
- Lathyrus polyphyllus Torr. & A.Gray
- Lathyrus pratensis L. - cicerchia dei prati
- Lathyrus pseudocicera Pamp.
- Lathyrus pubescens Hook. & Arn.
- Lathyrus pusillus Elliott
- Lathyrus pygmaeus Gomb.

## Q
- Lathyrus quinquenervius (Miq.) Litv.

## R
- Lathyrus rigidus T.G.White
- Lathyrus roseus Steven
- Lathyrus rotundifolius Willd.

## S
- Lathyrus satdaghensis P.H.Davis
- Lathyrus sativus L. - cicerchia
- Lathyrus saxatilis (Vent.) Vis.
- Lathyrus sericeus Lam.
- Lathyrus setifolius L.
- Lathyrus spathulatus Čelak.
- Lathyrus speciosus G.Don
- Lathyrus sphaericus Retz.
- Lathyrus splendens Kellogg
- Lathyrus stenolobus Boiss.

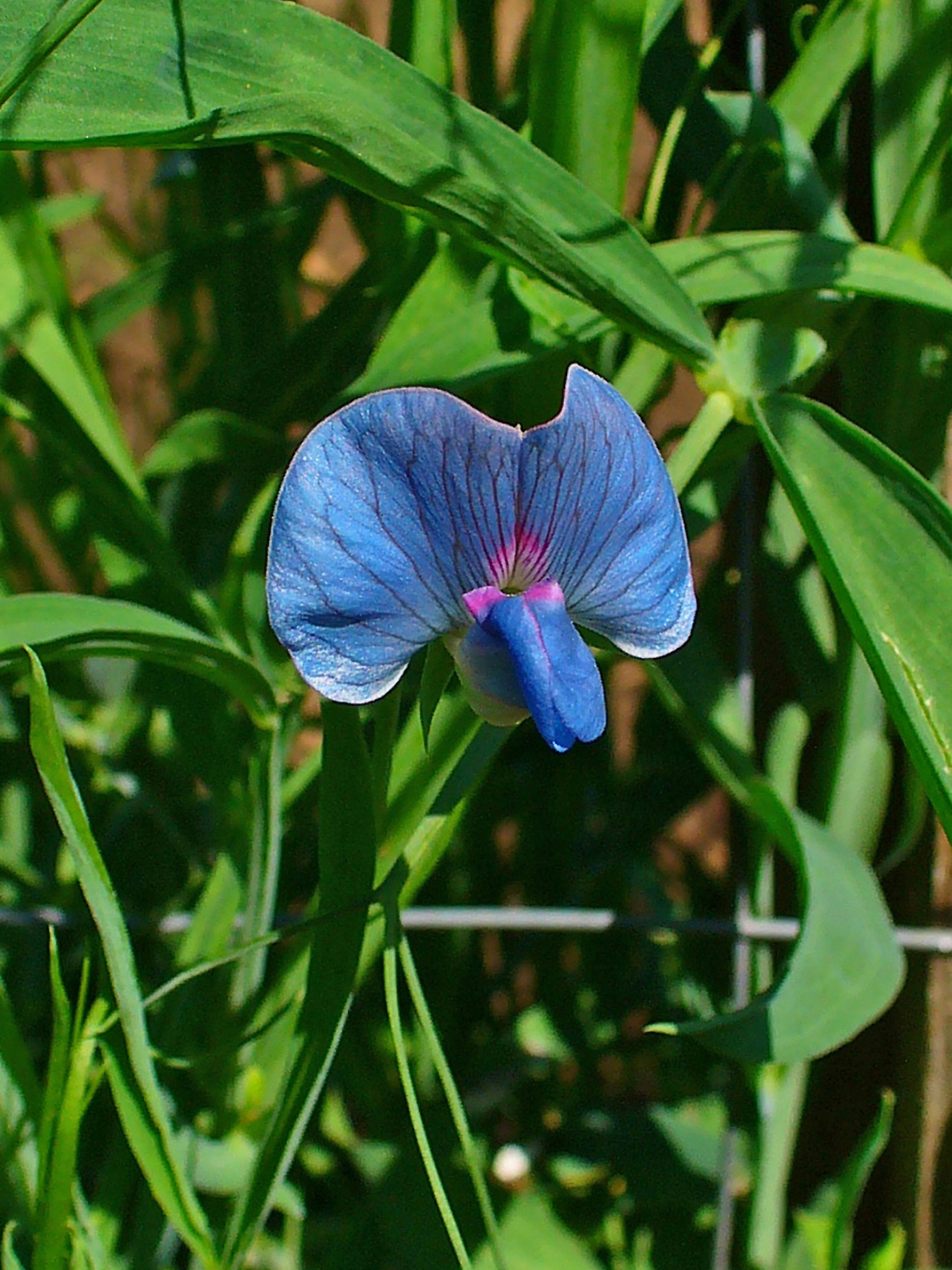
Lathyrus sativus

- Lathyrus stenophyllus Boiss. & Heldr.
- Lathyrus subandinus Phil.
- Lathyrus subulatus Lam.
- Lathyrus sulphureus A.Gray
- Lathyrus sylvestris L.

## T
- Lathyrus tauricola P.H.Davis
- Lathyrus tefennicus Genç & Sahin
- Lathyrus tingitanus L.
- Lathyrus torreyi A.Gray

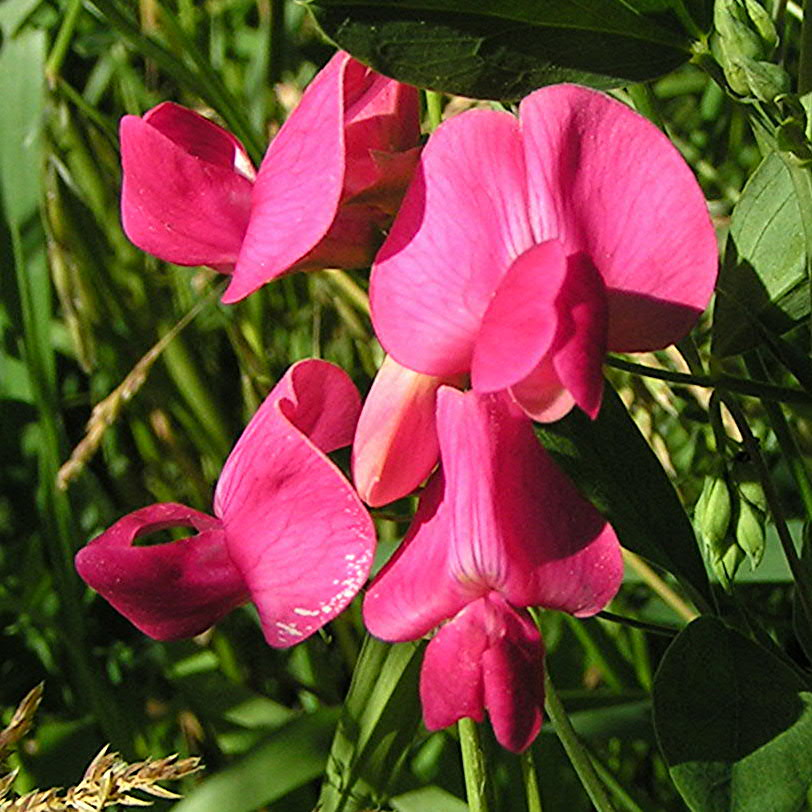
Lathyrus tuberosus

- Lathyrus × tournefortii (Lapeyr.) A.W. Hill
- Lathyrus trachycarpus (Boiss.) Boiss.
- Lathyrus tracyi Bradshaw
- Lathyrus transsylvanicus (Spreng.) Rchb.f.
- Lathyrus tremolsianus Pau
- Lathyrus tropicalandinus Burkart
- Lathyrus tuberosus L.
- Lathyrus tukhtensis Czeczott

## U
- Lathyrus undulatus Boiss.

## V
- Lathyrus vaniotii H.Lev.

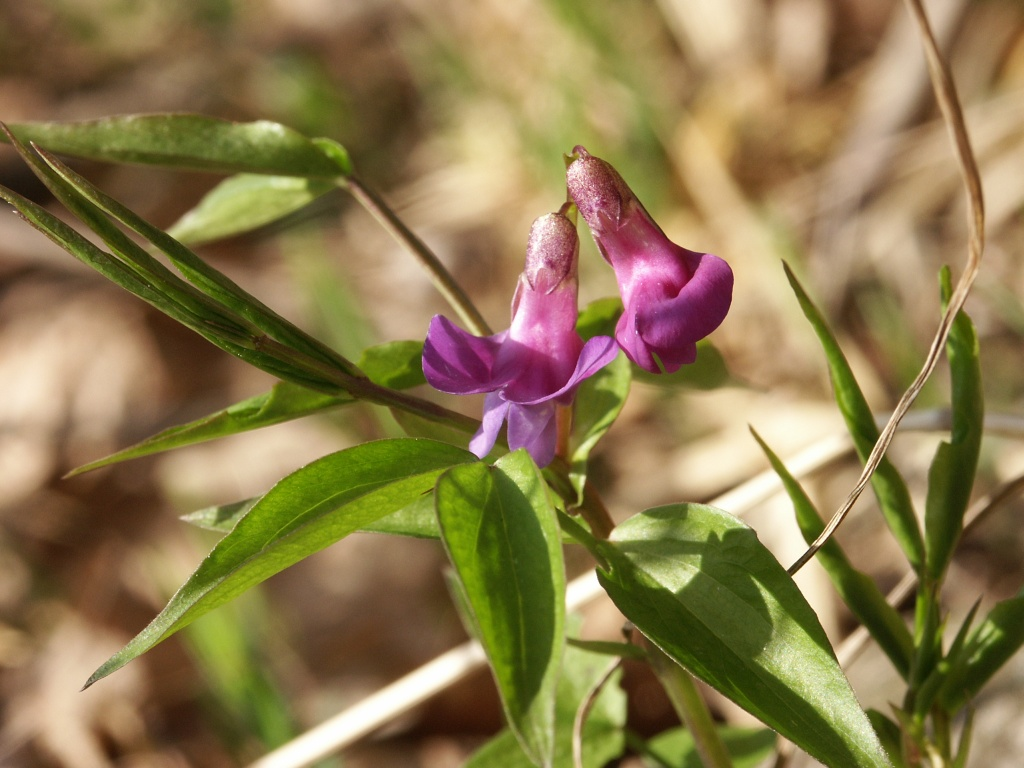
Lathyrus vernus

- Lathyrus variabilis (Boiss. & Kotschy) Čelak., 1888
- Lathyrus venetus (Mill.) Wohlf.
- Lathyrus venosus Willd.
- Lathyrus vernus (L.) Bernh.
- Lathyrus vestitus Torr. & A.Gray
- Lathyrus vinealis Boiss. & Noe
- Lathyrus vivantii P.Monts.

## W
- Lathyrus whitei Kupicha
- Lathyrus woronowii Bornm.

## Z
- Lathyrus zalaghensis Andr.